# Església Catòlica Palmariana
L'Església Catòlica Palmariana (oficialment Iglesia Cristiana Palmariana de los Carmelitas de la Santa Faz) és una organització religiosa sevillana que es va escindir de l'Església Catòlica Romana i és liderada pel seu propi papa.

## Història
L'Església Palmariana es va establir com a grup el 1975 per Clemente Domínguez i Gómez, que es dedicava a Sevilla a fer assegurances i declarà haver vist la Mare de Déu a prop d'un poblet anomenat Palmar de Troya i va difondre que la Mare de Déu li havia donat instruccions per a alliberar l'Església Catòlica de les seues heregies i del comunisme. Abans que Clemente comencés la seua carrera com a endeví, les vidents a El Palmar de Troya havien estat en primer lloc unes xiquetes.
Aquesta peculiar església també venera els seus propis sants; entre ells:
- Sant Francisco Franco[1][2]
- Sant Luis Carrero Blanco[1][2]
- Sant José Antonio Primo de Rivera, màrtir[1][2]
- Sant Cardenal Cisneros[1]
- Sant José Calvo Sotelo, màrtir[1]
- Sant Monsenyor Josepmaria Escrivà de Balaguer[1][2]
- Sant Pelai I[1]

## Excomunicats
- Rei Joan Carles I
- Joan Pau II[1]
- Església Catòlica
- Tots els sacerdots obrers
- Tots els espectadors que han vist el film Jesucrist superstar

## Papes de l'Església Palmariana

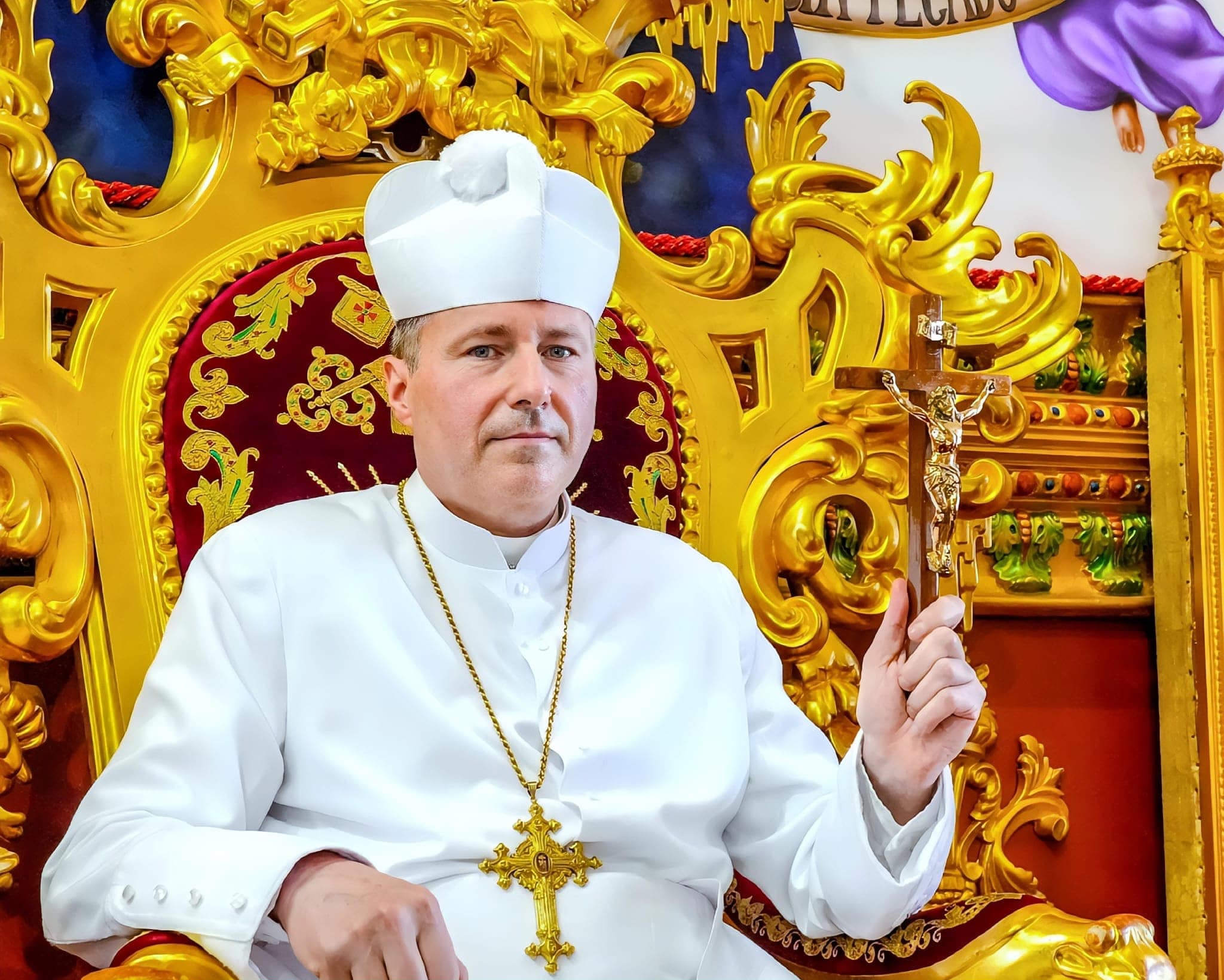
Papa Pere III

- Clemente Domínguez i Gómez (Gregorio XVII) - Nomenat segons la seua versió, per Déu mateix, fou el líder de l'Església Catòlica Palmariana des d'agost de 1978 fins al març de 2005, quan va morir.
- Manuel Alonso i Corral (Pere II) - Autoproclamat i exerceix des de 2005 fins al juliol de 2011. Va morir, amb 76 anys, el 15 de juliol de 2011.
- Sergio María (Gregorio XVIII): Després de la mort de Manuel Alonso Corral, va ser escollit en conclave el seu secretari d'Estat, el pare Sergio María. Ex militar espanyol, de Mula (Múrcia).
- Markus Josef Odermatt (Papa Pere III)[3]

## Cinema
La història es va dur al cinema per Javier Palmero en el film Manuel y Clemente (1985).

## Escissions de l'Església Palmariana
Al llarg de la seva història s'han produït nombrosos abandonaments i escissions. Una de les primeres va ser l'"Orden de la Cruz Blanca"(Ordre de la Creu Blanca), liderada per Félix Arana, que en els anys 80 es va separar de l'organització palmariana i va estructurar la seua pròpia església.
Existeix també un grup format per bisbes de l'Església Catòlica Palmariana independents del grup del Palmar de Troya, ubicats a Archidona. Aquest grup rebutja Pere II i el consideren antipapa, ja que foren excomunicats i expulsats per causa d'uns suposats robatoris en la congregació.